# Brahmina ciliaticollis
Brahmina ciliaticollis är en skalbaggsart som beskrevs av Moser 1914. Brahmina ciliaticollis ingår i släktet Brahmina och familjen Melolonthidae. Inga underarter finns listade.